# Weichgrundätzung

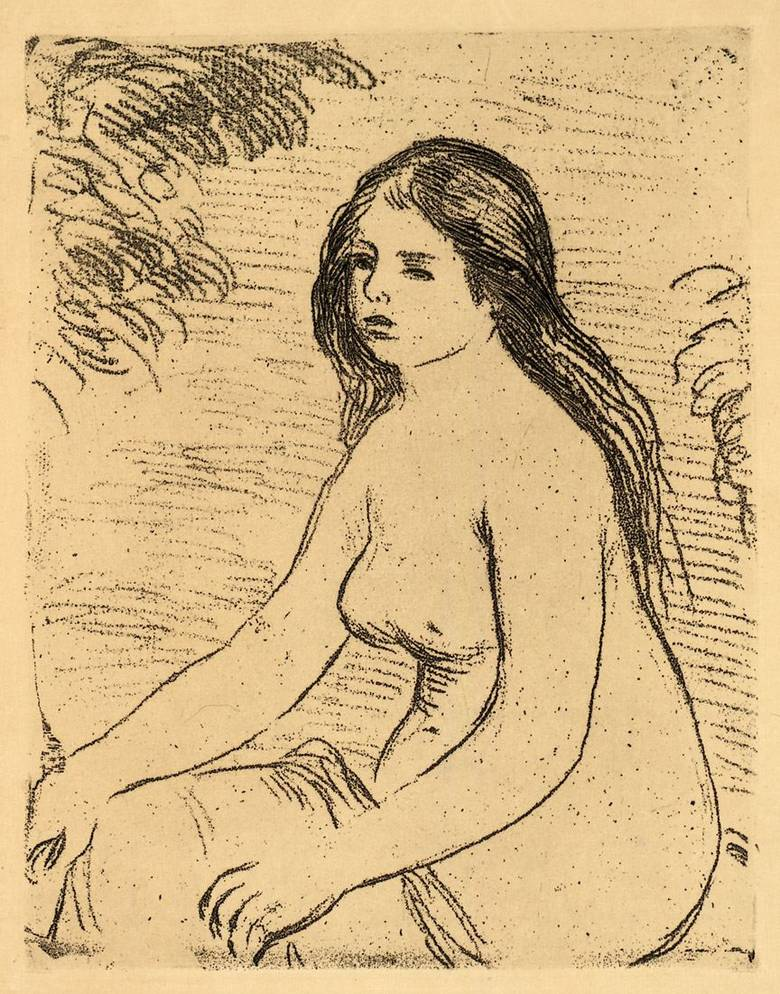
Femme nue assise, Vernis mou von Auguste Renoir; 1906

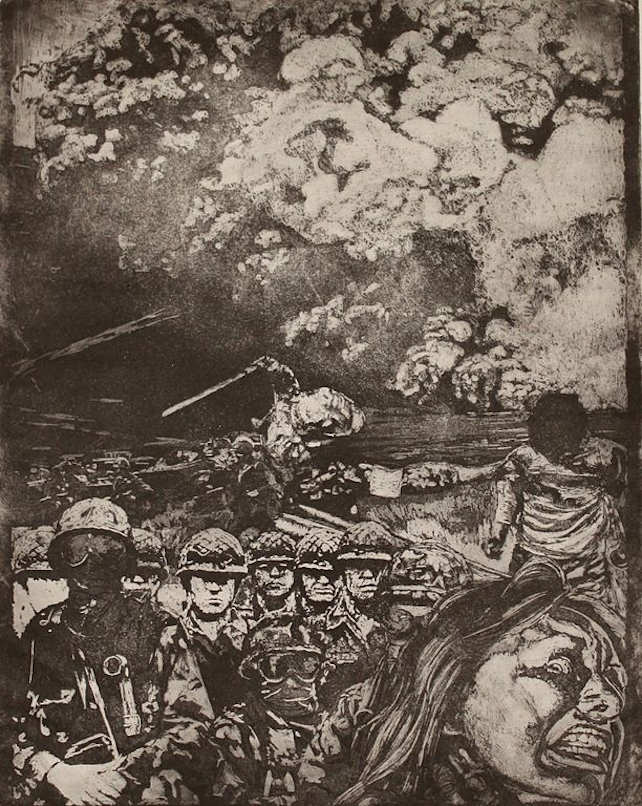
„Da gibt’s nur eins...“ Aquatintaradierung mit „negativem Vernis Mou“, Wolfgang Autenrieth, 1982, 30 × 40 cm

Die Weichgrundätzung, auch Vernis mou genannt, ist ein Ätzverfahren des grafischen Tiefdrucks.

## Technik
Bei der Weichgrundätzung wird ein wachsweicher Säureschutz auf die Druckplatte aufgebracht. In diesen „weichen Grund“ kann man nun strukturierte Gegenstände pressen, deren Oberflächenstruktur den Lack abhebt und zur Ätzung freilegt. Für die Zeichentechnik legt man ein weiches Zeichenpapier auf den Abdecklack und zeichnet das Motiv darauf. Dabei drückt sich der Strich in den weichen Grund. Zieht man dann das Papier ab, so wird an den Druckstellen der Säureschutz von der Platte gehoben, nun wird die Platte mit Salpetersäure (bei Zinkplatten) oder Eisen(III)-chlorid (bei Kupferplatten) geätzt. Das Ergebnis ist ein weicher, malerischer Strich. Sowohl der Charakter des Zeichenstiftes als auch die Körnung des aufgelegten Papiers bleiben im Druck erhalten.
Der Schweizer Dietrich Meyer soll um 1620 als Erster damit begonnen haben, dem harten Ätzgrund Fett zuzusetzen. Félicien Rops hat diese Technik um 1860 wiederentdeckt und neu belebt. Weichgrundätzungen ermöglichen auch das Abreiben oder das Durchdrücken von Textilstrukturen. Dies wurde beispielsweise von Käthe Kollwitz praktiziert.
Eine Variante wurde von Wolfgang Autenrieth entwickelt. Wird ein Übertragungspapier mit leicht ablösbarem Abdecklack präpariert, löst sich dieser beim Zeichnen ab und haftet auf der darunter liegenden, mit Aquatinta präparierten Platte. Bei diesem Verfahren verwendete er Matrizen der Hektografie als Abdecklack. Weil dabei wie im fotografischen Negativ die hell verbleibenden Stellen gezeichnet werden, nennt er das Verfahren negative Weichgrundätzung.

## Merkmale einer Weichgrundätzung
- Im Unterschied zur Kaltnadel zeigen Abzüge der Druckplatte keinen Gratschatten und keine spitz an- und auslaufende Linien.
- Die geätzte Linie ist meist gleich stark und zeigt raue, etwas körnige Ränder. Sie ist klarer und gleichmäßiger als bei der Kaltnadel.
- Flächige Darstellungen sind nur in Kombination mit einer Aquatinta oder durch Verwendung fein strukturierter Materialien beim Abheben der Abdeckschicht möglich (z. B. durch Auflegen und Überreiben von Stoff oder strukturiertem Papier).